# وانغ جيونغ هون
وانغ جيونغ هون أو وانغ جونغ هون (بالكورية: 왕정훈)‏ من مواليد 7 سبتمبر 1995) هو كوري جنوبي لاعب غولف محترف. يلعب على الأوروبي و جولات آسيوية. هو من سيول، كوريا الجنوبية.

## انتصارات الهواة (5)
- 2010 كارلوبانغ الهواة مفتوحة، جامعة يونغين. كأس الرئيس، كأس تشوسون الرياضية
- 2011 دي إتش إل-شبكة الاتصالات العالمية الفلبينية الهواة، الهواة الفلبينية

## الانتصارات المهنية (4)

### فوز الجولة الأوروبية (3)
| لا. | التاريخ       | البطولة                     | الفوز النتيجة         | هامش النصر     | عداء (ق)-متابعة               |
| --- | ------------- | --------------------------- | --------------------- | -------------- | ----------------------------- |
| 1   | 8 مايو 2016   | تروفي أوتشي الحسن الثاني    | −5 (71-68-74-70=283)  | البلاي اوف     | ناتشو الفيرا                  |
| 2   | 15 مايو 2016  | بنك أفراسيا موريشيوس مفتوح1 | −6 (69-70-71-72=282)  | الضربة القاضية | صديق الرحمن                   |
| 3   | 29 يناير 2017 | البنك التجاري قطر ماسترز    | −16 (67-72-67-66=272) | البلاي اوف     | يواكيم لاجرغرين، جاكو فان زيل |

1شارك في التحمية من قبل جولة آسيوية و ال صن شاين تور
سجل الجولة الأوروبية (2-0)
| لا. | السنة | البطولة                  | الخصم(ق)                      | النتيجة                            |
| --- | ----- | ------------------------ | ----------------------------- | ---------------------------------- |
| 1   | 2016  | تروفي أوتشي الحسن الثاني | ناتشو الفيرا                  | فاز مع طائر في الثانية حفرة إضافية |
| 2   | 2017  | البنك التجاري قطر ماسترز | يواكيم لاجرغرين، جاكو فان زيل | فاز مع طائر على أول حفرة إضافية    |

### جولة آسيوية يفوز (1)
| لا. | التاريخ      | البطولة                     | الفوز النتيجة        | هامش النصر     | الوصيف      |
| --- | ------------ | --------------------------- | -------------------- | -------------- | ----------- |
| 1   | 15 مايو 2016 | بنك أفراسيا موريشيوس مفتوح1 | −6 (69-70-71-72=282) | الضربة القاضية | صديق الرحمن |

1شارك في التحميات من قبل جولة أوروبية و ال صن شاين تور

### بغا جولة الصين يفوز (1)
| لا. | التاريخ       | البطولة                  | الفوز النتيجة         | هامش النصر | الوصيف        |
| --- | ------------- | ------------------------ | --------------------- | ---------- | ------------- |
| 1   | 20 أبريل 2014 | ميشن هيلز هايكو المفتوحة | −23 (67-63-69-66=265) | 10 ضربات   | تشانغ شين جون |

## النتائج في البطولات الكبرى
| البطولة               | 2016 | 2017 |
| --------------------- | ---- | ---- |
| بطولة الماسترز للغولف |      | قص   |
| أمريكا المفتوحة       |      | قص   |
| البطولة المفتوحة      | قص   | قص   |
| بطولة الرابطة         | قص   | قص   |

## النتائج في بطولة العالم للجولف
| البطولة      | 2016 | 2017 |
| ------------ | ---- | ---- |
| البطولة      |      | 71   |
| مباراة اللعب |      | 58   |
| دعوة         |      | 66   |
| الأبطال      | 70   |      |

## ظهور الفريق
الفئة الفنية
- كأس أوراسيا (ممثلا لآسيا): 2016

## روابط خارجية
- Wang Jeung-hun at the Asian Tour official site
- Wang Jeung-hun at the European Tour official site
- Wang Jeung-hun at the Korean Tour official site (in Korean)
- Wang Jeung-hun at the Official World Golf Ranking official site

قالب:Sir Henry Cotton Rookies of the Year